# تشاي ريم
بارك تشاي ريم، المعروفة بإسم تشاي ريم (بالكورية: 채림)‏ هي ممثلة كورية جنوبية. ولدت يوم 28 مارس 1979 في منطقة جونغ في كوريا الجنوبية.

## روابط خارجية
- تشاي ريم على موقع IMDb (الإنجليزية)
- تشاي ريم على موقع أول موفي (الإنجليزية)
- تشاي ريم على موقع قاعدة بيانات الفيلم (الإنجليزية)